# Šeberák
Šeberák nebo také Šeberovský rybník je rybník v Kunraticích na jižním okraji Prahy 4, rozlohou je šestou největší vodní plochou ve městě. Slouží k rekreačním účelům, na jihozápadním okraji se nachází Restaurace Šeberák se sportovním areálem, zpoplatněným koupalištěm, hřištěm a pláží. Na jihovýchodu (mezi přítoky Kunratického a Olšanského potoka) se nachází nudistická pláž, jedná se o jednu z nejstarších pláží svého druhu (vznikla v 80. letech 20. století, není zde žádná sociální vybavenost ani vstupné. Šeberák slouží také k rybaření, v zimě k bruslení, pomáhá zadržovat vodu při povodních a je útočištěm k hnízdění některých druhů vodního ptactva.
Rozloha vodní plochy činí 9 hektarů, nachází se v nadmořské výšce 279 metrů, je dlouhý až 520 metrů a jeho obvod je přibližně 1,9 kilometru, hráz je dlouhá přibližně 120 metrů a je široka 10 metrů.

## Historie

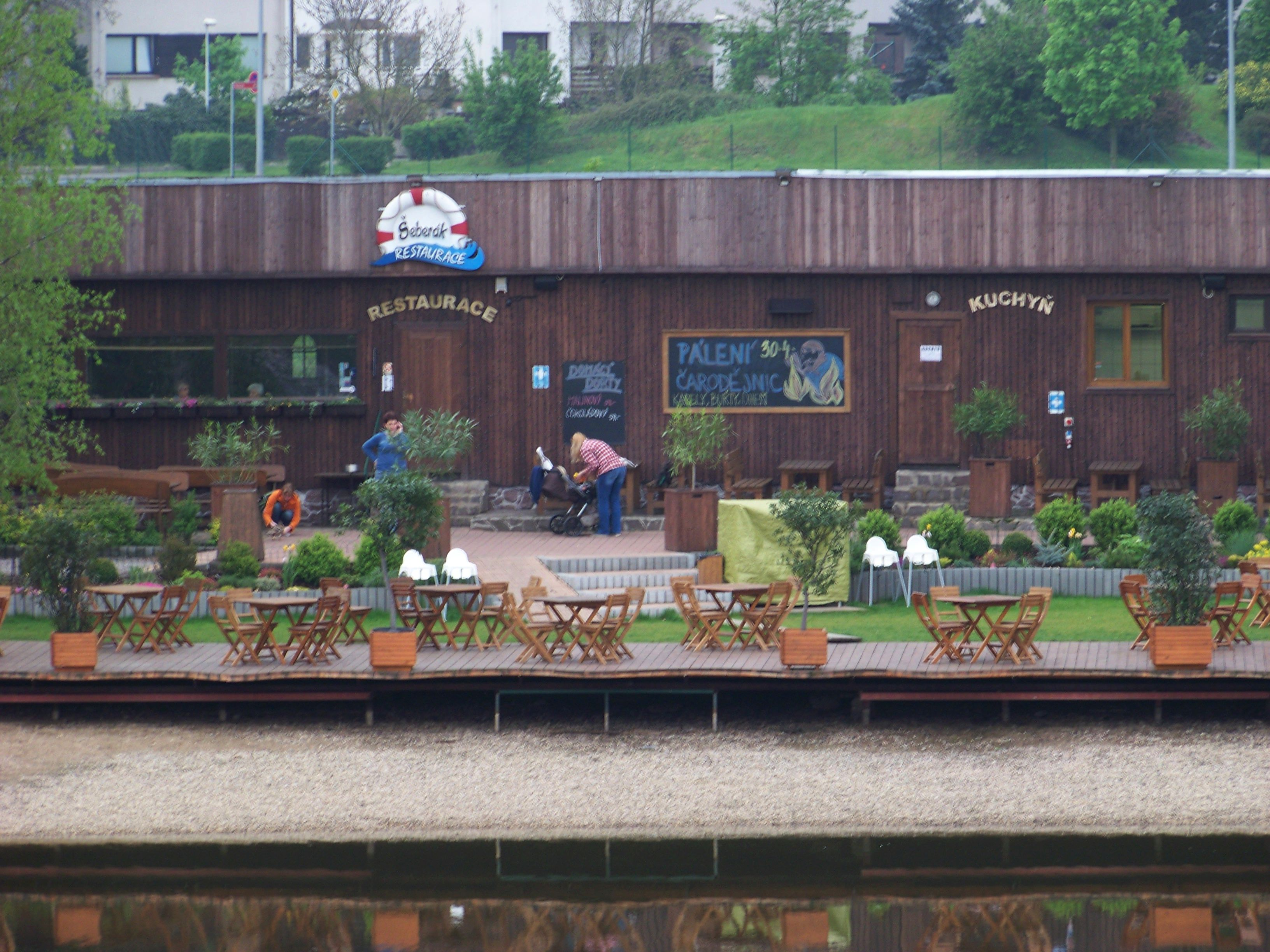
Restaurace Šeberák

Přesné datum založení rybníka není jasné, ale zmiňují se o něm a dalších kunratických rybnících prameny již z roku 1602. Koupaliště zde bylo otevřeno v roce 1933. Zřídil ho majitel zdejšího velkostatku Karel Krob.
Využíval se jako zdroj ledu k chlazení piva v hostincích nebo masa u řezníků. Přibližně od roku 1937 do poloviny 50. let sloužila k doplňování zásob ledu velká ledárna která se nachází v hrázi Šeberáku. Chovaly se zde také ryby, každý druhý rok se konal jejich výlov o přibližné hmotnosti 10 tun.
V červenci roku 2012 zde bylo nalezeno tělo čtyřleté dívky, které plavalo po hladině a nahlásil ho řidič autobusu. Později bylo nalezeno a vyloveno z rybníka i tělo jejího 54letého otce. Podle vyšetřování otec dostal infarkt, dcera se ho snažila zachránit a nakonec se utopila také.

### Kauza OgoPogo
V roce 2009 odkoupila rybník Šeberák firma Ogopogo a.s. od společnosti Líšno za 12,5 milionů korun, s úmyslem zde postavit 10 luxusních hausbótů a rybník ze tři čtvrtin oplotit – čímž by zanikla nudistická pláž. V roce 2012 byl Šeberák částečně vypuštěn pod záminkou „revitalizace". V roce 2014 společnost rybník vypouštěla kvůli odbahnění a revitalizaci – „přípravě" na výstavbu a napouštěla několikrát opět za účelem revitalizace, což způsobilo úhyn živočichů (včetně těch chráněných) a vypouštěná voda zaplavila zahradu a objekt policie ČR, při vypouštění se kolem rybníka hromadil nepořádek. Do kauzy se zapojilo Občanské sdružení Pro Kunratice, které povolalo Ministerstvo životního prostředí České republiky a uspořádalo také petici, kterou podepsalo přes 800 lidí. Vznikla také online petice kterou podepsalo přes 1500 lidí. Proti hausbótům se vyhradila i radnice, své rozhodnutí odůvodnila tak, že Šeberák je biokoridor a jakákoliv stavba zde není možná. Developerům byl v roce 2011 schválen projekt na rekonstrukci rybníka, čekali na rozhodnutí vodoprávního úřadu. Dokončený byl i projekt přípojek inženýrských sítí, plánovaná příjezdová silnice by biokoridor neměla narušovat.
Později firma nabídla odkup za 48,5 milionů českých korun. V průběhu kauzy byl poškozen ekosystém rybníka a rapidně se zhoršila kvalita vody, v letní sezóně 2015 nebyl vhodný ke koupání.
V prosinci 2016 Rada hl. m. Prahy souhlasila s koupí Šeberáku i blízkého Olšanského rybníka s přilehlými pozemky za částku 50 236 000 Kč. Koupi schválilo i zastupitelstvo hl. m. Prahy. V roce 2018 by měly být oba rybníky odbahněny.

### Povodně 2013
Šeberák při červnových povodních 2013 v Česku zaplavil několik zahrad a domů. Povodně způsobily také znečištění rybníka fekáliemi, hygienici v létě 2013 nedoporučovali koupání.

### Rekonstrukce

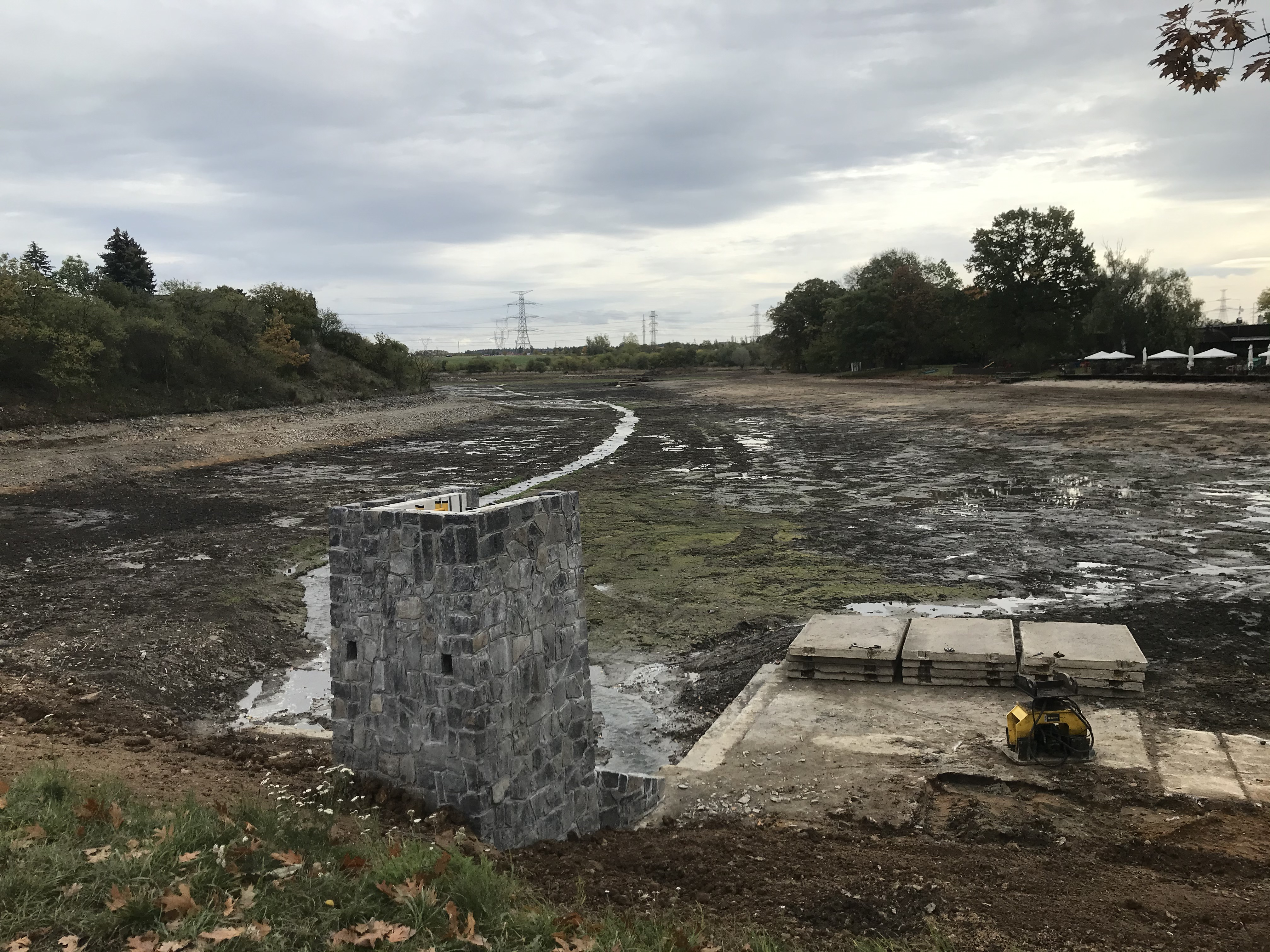
Šeberák během rekonstrukce na podzim 2019

Mezi roky 2018 až 2020 proběhlo odbahnění a revitalizace rybníka. Bylo odstraněno přibližně 30 000 m³ sedimentu, byly vybudovány ptačí ostrovy, došlo k odstranění betonové výpusti, kterou nahradil požerák s kamenným obložením. Hráz byla nově opevněna kamenem a zpevněna.

## Vodní režim
Rybníkem protéká je Kunratický potok, který se do rybníka vlévá ze severovýchodu. Druhým přítokem je Olšanský potok přitékající z jihu od Olšanského rybníka. Rybník má betonovou výpust a stavidlo, odsud odtéká Kunratický potok severozápadně do Kunratického lesa, Hornomlýnského a Dolnomlýnského rybníka. Od hráze je postavený betonový sjezd k vodě.

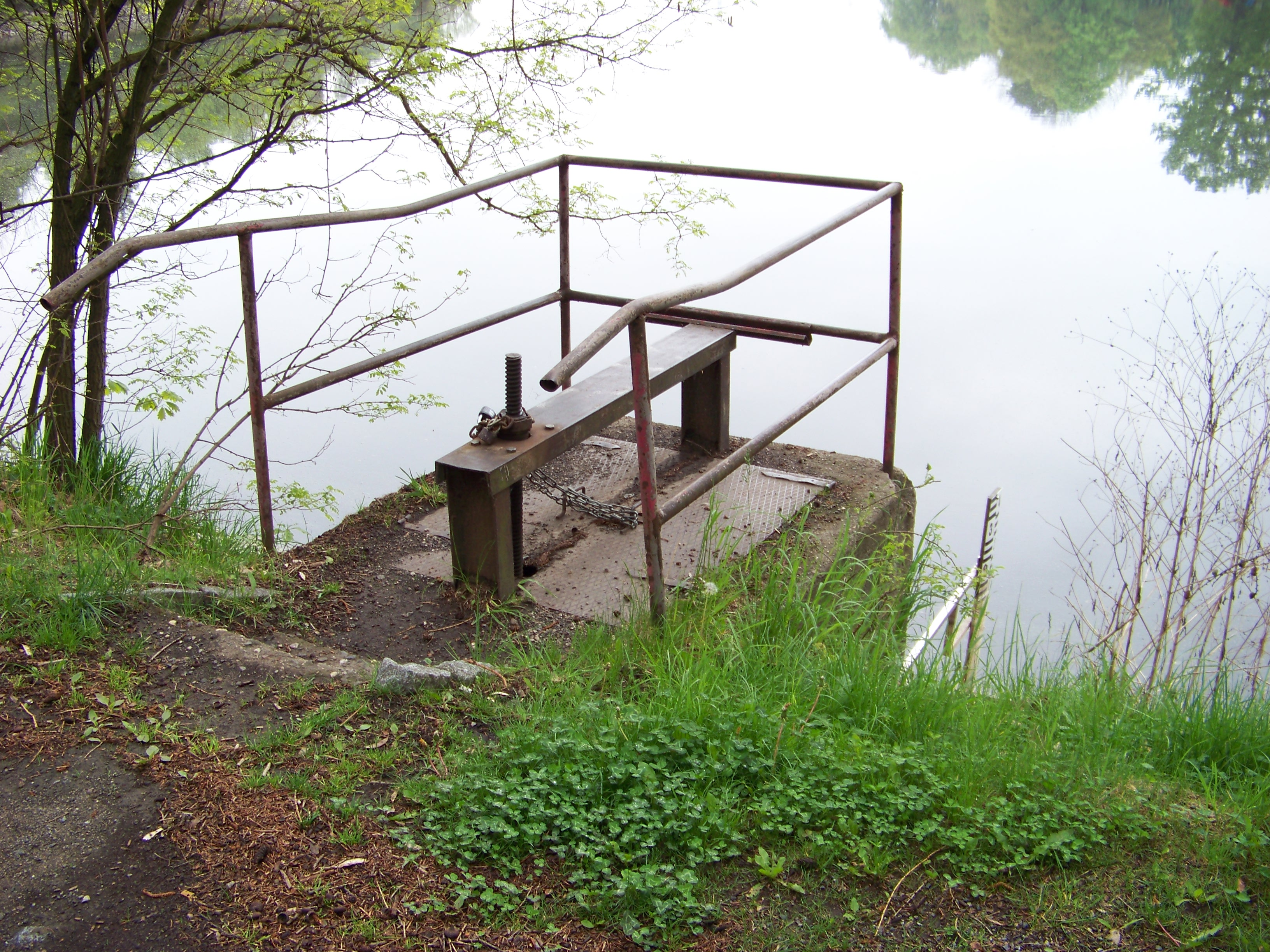
Stavidlo na Šeberáku
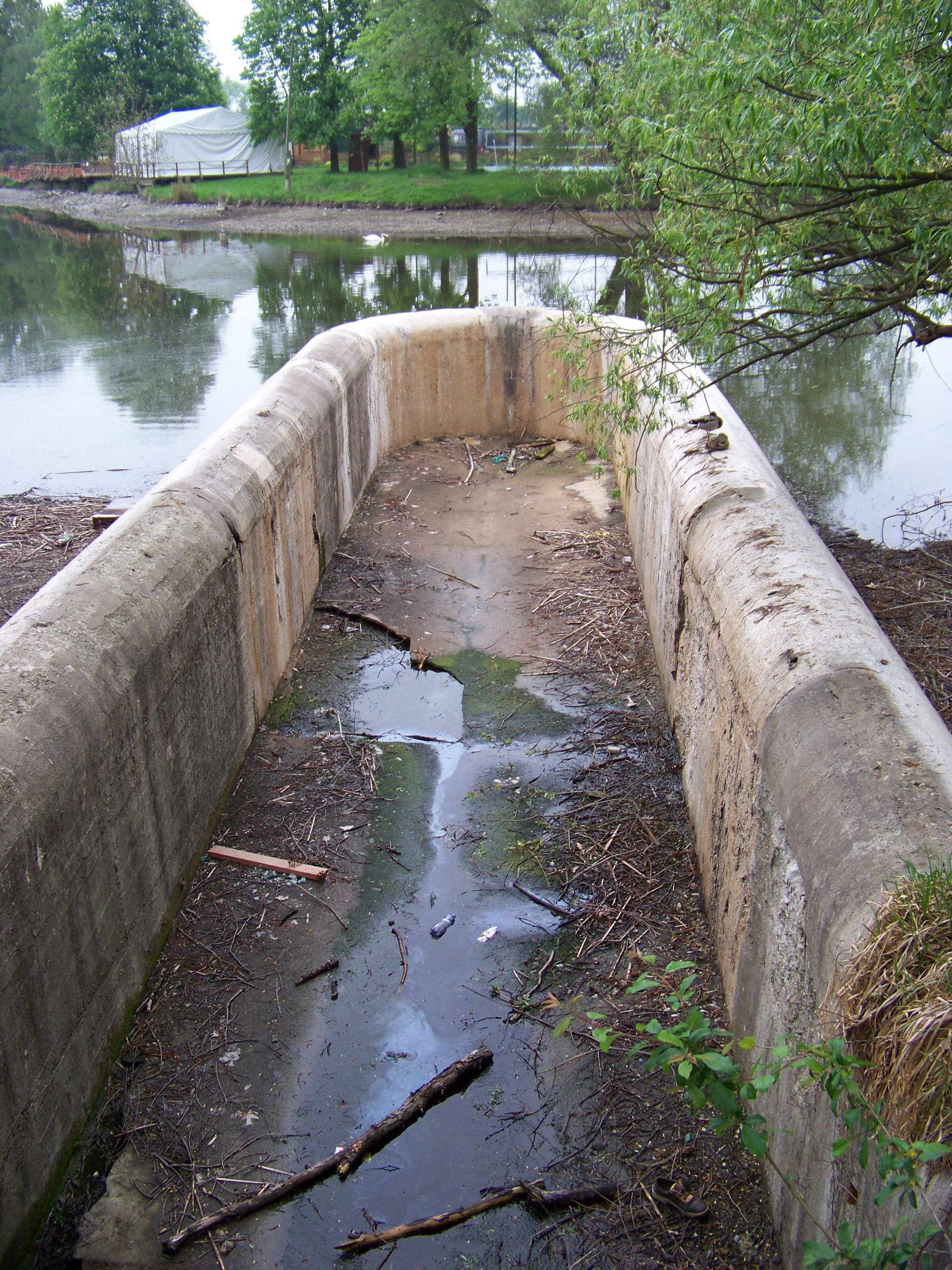
Bezpečnostní přepad Šeberáku

## Dopravní dostupnost

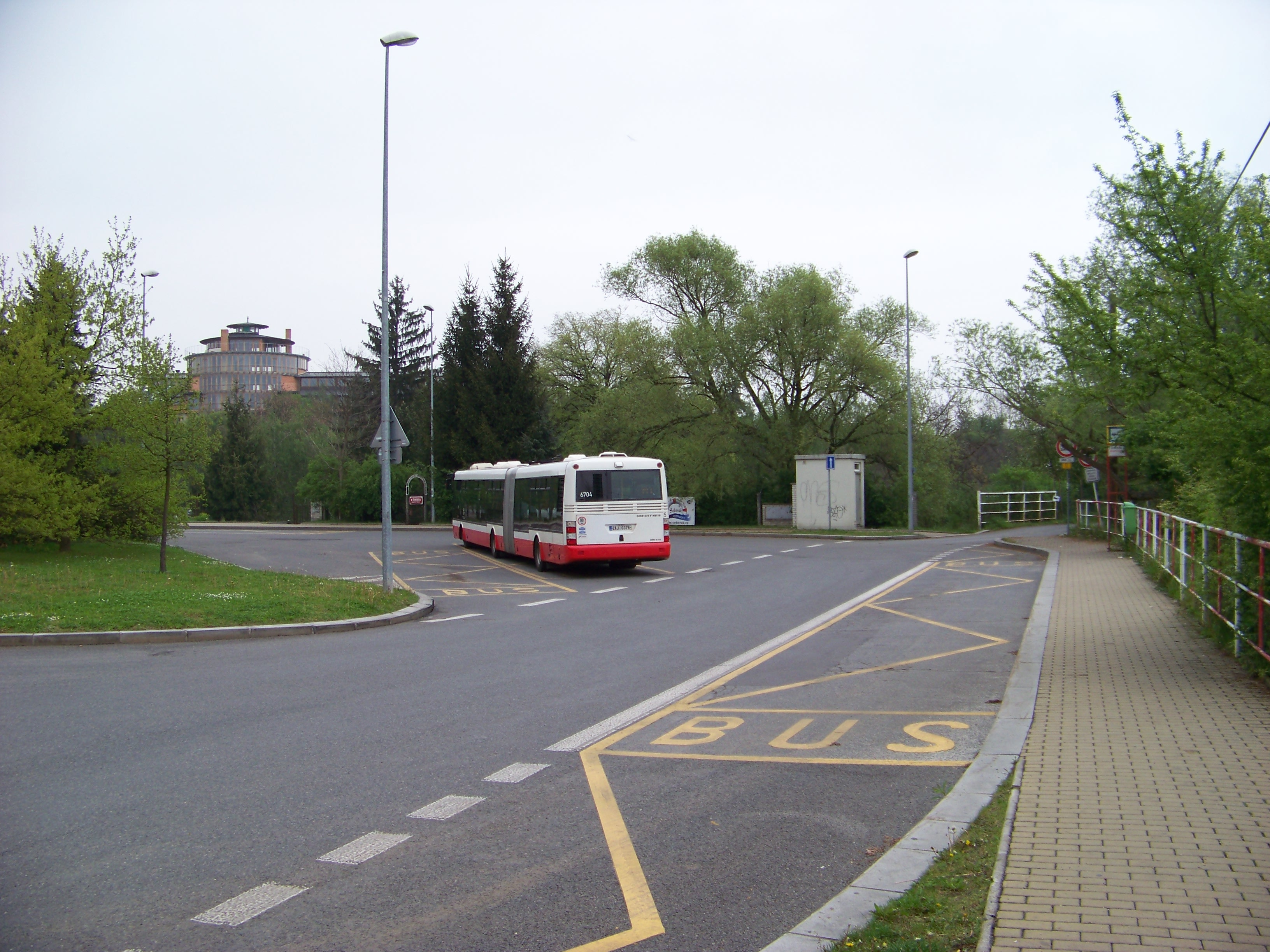
Autobusová zastávka a otočka Šeberák v roce 2014

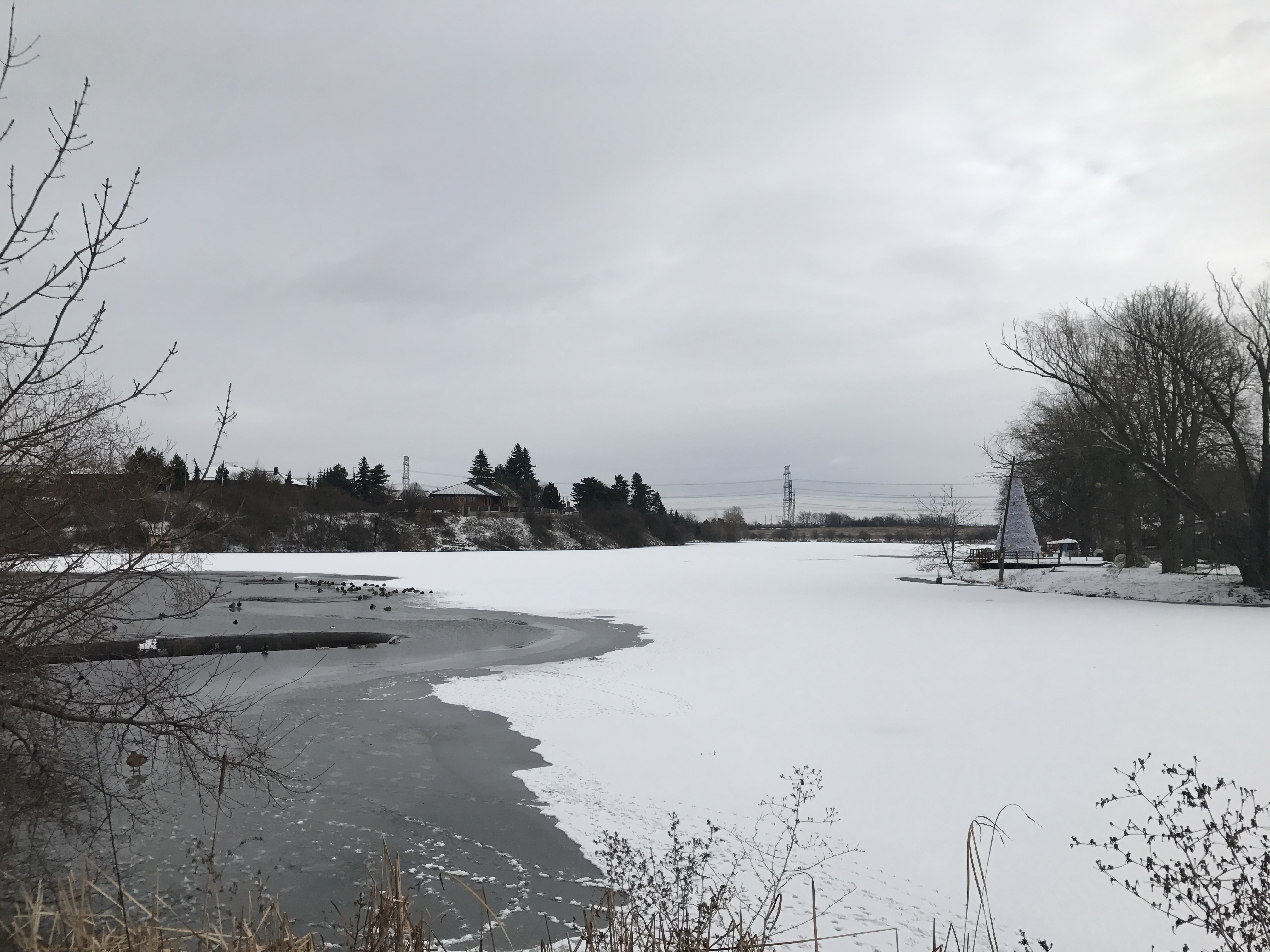
Šeberák v zimě 2017

Šeberák je dostupný Pražskou integrovanou dopravou. Na zastávce „Šeberák“ v roce 2016 stavěly linky:
- 193 jedoucí od stanice metra Budějovická zde má konečnou.
- 203 minibusová linka jedoucí od polinkliniky Budějovické, přes Chodov pokračující až na Háje.
- 165 začínající v Sídlišti Zbraslav, končí na Hájích.[20]
- 605 – noční linka vedoucí od stanice metra Budějovická až na náměstí Jílového u Prahy.

Ze severu lemuje Šeberák pražská cyklostezka A21 vedoucí od Šeberova. Přes zastávku autobusu Šeberák prochází také zelená turistická značená trasa 3128 vedoucí přes les Bažantnice a Kunratický zámecký park.
Autem je Šeberák dostupný ulicí K Šeberáku, která prochází centrem Kunratic. Parkoviště se nachází u Restaurace Šeberák.